# Trachymene sarasinorum
Trachymene sarasinorum är en flockblommig växtart som först beskrevs av Otto Warburg och H.Wolff, och fick sitt nu gällande namn av Buwalda. Trachymene sarasinorum ingår i släktet Trachymene och familjen flockblommiga växter. Inga underarter finns listade i Catalogue of Life.